# Stelletta sigmatriaena
Stelletta sigmatriaena är en svampdjursart som beskrevs av Lendenfeld 1907. Stelletta sigmatriaena ingår i släktet Stelletta och familjen Ancorinidae. Inga underarter finns listade i Catalogue of Life.